# Stefan Paubel
Stefan Paubel (* 9. Juli 1952 in Ost-Berlin) ist ein deutscher Mediengestalter und Künstler. Ab den 2010er-Jahren machte er sich einen Namen als Projektkünstler, der aus Einzelfotos neue Straßen- und Stadtansichten zusammenstellt. Im Spätsommer 2015 wurden seine Fotomontagen in Frankfurt (Oder) und Słubice gezeigt. Seit 2017 veröffentlichte er zwei Bücher.

## Leben
Stefan Paubel ging im Ost-Berliner Stadtbezirk Pankow in die Carl-von-Ossietzky-Oberschule. Nach der 10. Klasse 1969 machte er eine Lehre im VEB Bergmann Borsig, absolvierte seinen Dienst in der NVA und studierte danach bis 1975 Maschinenbau an der Ingenieurschule in Meißen. Bis 1978 erweiterte er seine Ausbildung durch den Besuch der Fachschule für Klubleiter in Meißen-Siebeneichen. Dann arbeitete er im Haus der jungen Talente Berlin als Mitarbeiter Programmplanung. 1986 gründete er den Computerklub. Ab 1984 hatte er sich bereits mit Computern beschäftigt.
Mit der Wende und dem Aus für das Städtische Kulturhaus sattelte Stefan Paubel auf Mediengestaltung um. Er schuf Videoinstallationen nach Aufträgen. Parallel dazu entdeckte er, dass sich aus bereits gesammelten Fotos (zunächst Analogfotos, bald auch Digitalaufnahmen) durch Montagen völlig neue Straßen- oder Stadtansichten verfertigen ließen. Die Idee zur öffentlichen Präsentation entstand im Freundeskreis, als er dort die bis zu 1,60 Meter langen farbigen Stadtfriese zeigte. An dieser Art Darbietung der Heimatstadt zeigten sich vor allem die Kulturämter der Berliner Bezirke interessiert, und so gab es 2011 in Berlin-Mitte die erste Ausstellung mit dem Titel „Berlin Häuser Flucht“. Das Medien- und Besucherinteresse veranlasste ihn, weitere neuartige Straßenzüge aus diversen Stadtbezirken zu kreieren. Er beschränkte sich mit den Collagen jedoch nicht auf Berlin, sondern versah einige Ostseestädten mit neuen Stadtansichten, des Weiteren entstanden in der Folge Ansichten polnischer und italienischer Städte. Ende des Jahres 2013 umfasste sein Kunstprojekt der gedruckten Stadtansichten 80 Berlin-Bilder und 70 Fotofriese anderer Städte.
Stefan Paubel ist verheiratet. Die Familie wohnt in Berlin-Weißensee.

## Ausstellungen „Häuserflucht“ + „Kanaldeckel“ + „Die schönsten Kirchenorgeln“
- 2011: Juli/August im Artroom Berlin Carré am Alexanderplatz, Berlin-Mitte, „Häuserflucht 1“
- 2011: September in der Wolfdietrich-Schnurre-Bibliothek Berlin-Weißensee, „Häuserflucht 2“
- 2011: November/Dezember im Alten Rathaus Berlin-Marzahn, „Häuserflucht 3“
- 2012: Mai im Artroom Berlin Carré am Alexanderplatz, Berlin-Mitte, „Häuserflucht 4“
- 2012 Juni bis Mai 2013 im Artroom Berlin Carré am Alexanderplatz, Berlin-Mitte, „Häuserflucht 5“, bis zur Schließung der Markthalle (Sanierung)
- 2012: Juli – September im Rathaus Berlin-Pankow
- 2013: März – Mai im Museum Lichtenberg (Stadthaus)[1]
- 2013: August bis Oktober bei HS-SOLID Town & Country Berlin-Charlottenburg, „Unmögliche Stadtfluchten“
- 2013: November bis April 2014 in der Pension Kaffeegarten Seeblick Templin
- 2014: Februar – Mai im Rathaus Berlin-Lichtenberg
- 2014: Juni – September im Kulturbund / Kulturring Berlin-Treptow
- 2015: März/April in der Wolfdietrich-Schnurre-Bibliothek Berlin-Weißensee
- 2015: April/Mai im Rathaus Berlin-Köpenick
- 2015: August/September Foto-Plakate mit Kanaldeckeln von Frankfurt (Oder) und Słubice in der Stadt- und Regionalbibliothek Frankfurt (Oder)
- 2016: Mai/Juni im Kulturforum, Berlin-Hellersdorf
- 2017: März – Dezember Ausstellung mit Fotos „Alte Kanaldeckel aus aller Welt“, beim Musikverlag John Silver, Berlin-Pankow
- 2018: Januar, Fotos „Alte Kanaldeckel in Berlin und Europa“, in der Wolfdietrich-Schnurre-Bibliothek, Berlin-Weißensee
- seit 2015 hängt eine Ausstellung „Häuserflucht“ im Rathaus Berlin-Pankow
- 2019 März – Buchvorstellung „Kanaldeckel aus aller Welt“, Konzert und Ausstellung, Musikverlag John Silver, Berlin-Pankow
- 2023 Februar – März – Ausstellung „Kanaldeckel aus aller Welt“, in der Wolfdietrich-Schnurre-Bibliothek, Berlin-Weißensee
- 2023 September – Dezember – „Die schönsten Kirchenorgeln“, in der Wolfdietrich-Schnurre-Bibliothek, Berlin-Weißensee
- 2023 September – „Häuserfluchtbilder“ im Stadtteilzentrum Ribbeck-Haus Berlin-Mitte

## Bücher
- Stefan Paubel: Alte Kanaldeckel in Berlin. Nora Verlagsgemeinschaft, Berlin 2017, ISBN 978-3-86557-433-6.
- Stefan Paubel: Alte Kanaldeckel in Europa. Nora Verlagsgemeinschaft, Berlin 2018, ISBN 978-3-86557-448-0.

## Belege
1. ↑  Besprechung der Ausstellung Lichtenberg Berliner Häuser Flucht 6 auf museum-lichtenberg.de, abgerufen am 15. Februar 2014.

| Personendaten    | Personendaten                          |
| ---------------- | -------------------------------------- |
| NAME             | Paubel, Stefan                         |
| KURZBESCHREIBUNG | deutscher Mediengestalter und Künstler |
| GEBURTSDATUM     | 9. Juli 1952                           |
| GEBURTSORT       | Ost-Berlin                             |